# A Taxing Woman 2
A Taxing Woman 2, también conocida como A Taxing Woman's Return (en japonés マルサの女 2, Marusa no onna 2) es una película japonesa de 1988, escrita y dirigida por Juzo Itami.
Con cinco nominaciones a los premios de la Academia Japonesa del Cine, ganó el premio a la mejor edición.
Este filme es la secuela de A Taxing Woman, estrenada en 1987.

## Argumento
En esta ocasión, la esforzada inspectora de hacienda Ryoko Itakura (Nobuko Miyamoto) se deberá enfrentar a un peligroso grupo de estafadores dirigido por varias personalidades políticas y respaldado por varios miembros de la yakuza, pero que cuenta con una poderosa tapadera: una secta que tiene como líder al religioso Teppei Onizawa (Rentaro Mikuni), y que sirve para blanquear el dinero que la organización criminal obtiene mediante la extorsión y la recalificación de terrenos.
Si bien esta película mantiene el espíritu cómico y de sátira social que caracterizó a A Taxing Woman, su trama muestra un tono más oscuro y pesimista que la primera entrega, al describir con mayor índice de crudeza los métodos de intimidación y de ajuste de cuentas que aplican los criminales a sus víctimas o a quienes sobran en el entramado social de la red delictiva.

## Datos técnicos
|                                      | Datos              |
| ------------------------------------ | ------------------ |
| Director / Guion                     | Juzo Itami         |
| Música                               | Toshiyuki Honda    |
| Foto                                 | Yonezo Maeda       |
| Iluminación                          | Akio Katsura       |
| Grabación                            | Osamu Onodera      |
| Efectos de sonido                    | Masatoshi Saito    |
| Editado por                          | Akira Suzuki       |
| Truco de coche                       | Takahashi Racing   |
| Truco                                | Japan Action Club  |
| SFX                                  | grupo blanco       |
| Narración del tráiler de la película | Shuichiro Moriyama |
| Producción                           | Itami Production   |